# Something's Comin'
Something's Comin' (på svenska Vem vet? eller Någonting kommer) är en sång från musikalen West Side Story med musik av Leonard Bernstein och text av Stephen Sondheim. Den sjungs av karaktären Tony och är en i musikallitteraturen typisk snabb, drivande sång i 2/4-takt. Den skrevs speciellt för skådespelaren Larry Kert i sista stund en vecka före premiären – under en enda dag . Den är känd för sina jazzinspirerade, ovanliga harmonier, inklusive sluttonen som är en lång liten septima på frasen"Maybe tonight..."